# Bugula eburnea
Bugula eburnea är en mossdjursart som beskrevs av Calvet 1906. Bugula eburnea ingår i släktet Bugula och familjen Bugulidae. Inga underarter finns listade i Catalogue of Life.